# Aeletes schwarzi
Aeletes schwarzi är en skalbaggsart som beskrevs av Wenzel 1944. Aeletes schwarzi ingår i släktet Aeletes och familjen stumpbaggar. Inga underarter finns listade i Catalogue of Life.